# Rudolf Sieghart

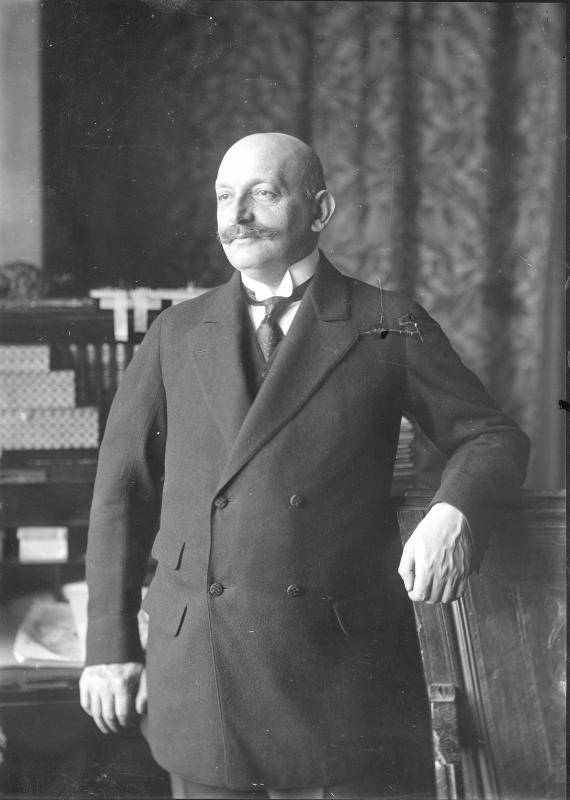
Rudolf Sieghart, Porträtfotografie aufgenommen 1918 von Ferdinand Schmutzer

Rudolf Sieghart (* 18. März 1866 in Troppau, Österreichisch-Schlesien; † 4. August 1934 in Luzern; bis zur Konversion 1895 Rudolf Singer) war ein österreichischer Jurist, Ökonom und Bankier.

## Leben

### Beamtenkarriere
Rudolf Sieghart, Sohn eines Rabbiners, kam 1883 praktisch mittellos aus seiner Heimatstadt Troppau nach Wien, um hier Rechtswissenschaften zu studieren. Er finanzierte sein Studium als Hauslehrer, danach ab 1884 als Mitarbeiter im Politischen und Preßbüro der Vereinigten Linken bzw. der damals bedeutenden deutschliberalen Partei. Ab 1894 arbeitete er im von Ernst von Plener, einem führenden Repräsentanten der Deutschliberalen, geleiteten k.k. Finanzministerium. Hier wurde Sieghart unter anderem mit der Erstellung eines Kartellgesetzes befasst.
Seine Promotion zum Dr. jur. erfolgte 1892 und die Habilitation 1900. In diesem Jahr war er in Lehmanns Wiener Adressbuch als J.Dr., Ministerial-Vice-Secretär im Finanzministerium, Mitglied der staatswissenschaftlichen Staats-Prüfungs-Commission, Lieutenant in der Reserve, Schriftsteller an der Adresse 9., Berggasse 22, eingetragen. (Schräg gegenüber wohnte Sigmund Freud.)
Siegharts Vorgesetzter Eugen von Böhm-Bawerk empfahl ihn ans k.k. Ministerratspräsidium, wo Sieghart ab Dezember 1897 unter einer Reihe von Ministerpräsidenten tätig war, 1902–1910 als Vorstand der Präsidialkanzlei. Während Ernest von Koerbers erster Ministerpräsidentschaft, 1900–1904, arbeitete er eine Denkschrift über die Sprachenfrage in Böhmen aus. Sieghart beriet Koerber auch in Sachen der am 1. Juli 1900 geschlossenen morganatischen Ehe von Erzherzog Thronfolger Franz Ferdinand. 1904 wurde Sieghart auf Vorschlag Koerbers zum Sektionschef befördert, damals wie heute der höchste Beamtenrang in Österreich.
Siegharts spezielle Aufmerksamkeit galt der Medienarbeit im Sinne der Regierung. Über seine Arbeit zur Vorbereitung der von Ministerpräsident Gautsch vorgeschlagenen und von seinem Nachfolger Beck eingebrachten Wahlrechtsreform 1906, die 1907 das allgemeine und gleiche Männerwahlrecht brachte, schrieb der christlichsoziale Friedrich Funder Jahrzehnte später: Keiner beherrschte so wie Sieghart die Klaviatur der öffentlichen Meinung.
Sieghart hatte somit schon in jungen Jahren eine phänomenale Beamtenkarriere gemacht und behielt seine hervorragende Stellung zunächst auch unter Koerbers Nachfolgern. Der hochintelligente Mann, über den zahlreiche kompromittierende Gerüchte kursierten, galt jedoch als „unbequeme Persönlichkeit“ und machte sich mächtige Feinde. Zu diesen zählte unter anderen Thronfolger Franz Ferdinand, der ihn als menschgewordene Korruption betrachtete, später auch Kaiser Karl I., der Franz Ferdinands Bedenken über die moralische Integrität Siegharts teilte. Dieser Position standen Christlichsoziale wie Aloys von Liechtenstein und Albert Geßmann gegenüber, die Sieghart politisch unterstützt hatte.

### Bankchef
Sieghart wurde 1910 auf Vorschlag von k.k. Ministerpräsident Richard von Bienerth-Schmerling von Kaiser Franz Joseph I. als Nachfolger Theodor von Taussigs zum Gouverneur der Bodencreditanstalt ernannt. In dieser Bank, die auf Hypothekarkredite spezialisiert war, ließen u. a. Mitglieder der Dynastie ihr Vermögen verwalten. Zeitgenössische Beobachter, etwa F.F.G. Kleinwächter, sahen diese Transferierung Siegharts aus der politischen in die wirtschaftliche Sphäre als eine Art von Degradierung.
Rudolf Sieghart leitete die Bodencreditanstalt, das damals angesehenste Bankinstitut der Donaumonarchie, mit der kurzen, von Karl I. bewirkten Unterbrechung 1917–1919 von 1910 bis 1929. Er geriet allerdings früh in massiven Gegensatz zum Haus Rothschild und wurde nach dem Zeugnis Alexander Spitzmüllers bereits 1910 von Albert von Rothschild als übertrieben ehrgeizig und risikofreudig eingestuft.
Am 26. Februar 1912 wurde Rudolf Sieghart, bereits Geheimer Rat (ein vom Kaiser verliehener Ehrentitel), mit Allerhöchstem Handschreiben als Mitglied auf Lebensdauer in das Herrenhaus des Reichsrats berufen und leistete am 9. März 1912 seine Angelobung.
1913 wurde Rudolf Sieghart zum Ehrenbürger der Stadt Steyr in Oberösterreich ernannt. Er war damals neben seiner Bankfunktion Präsident der von der Bank unterstützten Österreichischen Waffenfabriksgesellschaft, der späteren Steyr-Werke AG. Die Stadt bedankte sich mit der Ehrung dafür, dass Sieghart die Verlegung einer der größten Waffenfabriken Europas verhindert hatte.
Sieghart galt schon unter Koerber als „graue Eminenz“ mit starkem Einfluss auf die Presse. In der Ersten Republik war er wegen des von ihm persönlich beherrschten Steyrermühl-Konzerns, zu dem unter anderem das auflagenstarke Neue Wiener Tagblatt gehörte, und wegen seiner Unterstützung der Heimwehren und der Christlichsozialen Partei auch politisch umstritten.
Siegharts Expansionspolitik während der 1920er Jahre führte das in der Kaiserzeit hoch angesehene Hypothekarkreditinstitut in die Krise und letztlich im Oktober 1929 in die von Bundeskanzler Johann Schober erzwungene Fusion mit der Creditanstalt, mit der eine spektakuläre Pleite verhindert wurde. (Die Creditanstalt geriet allerdings, unter anderem deswegen, 1931 selbst in große Probleme.)

### Lebensabend

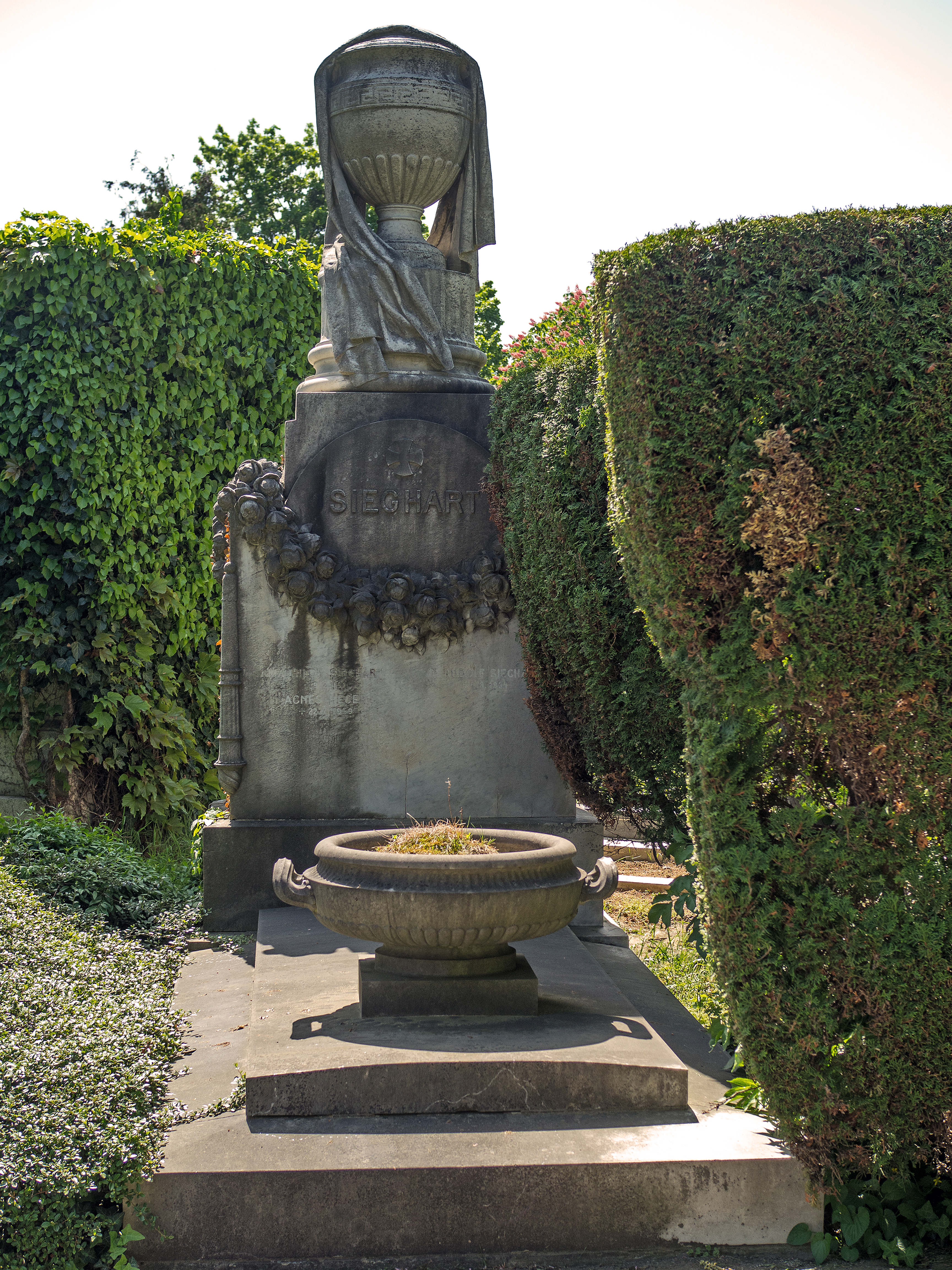
Grab von Rudolf Sieghart auf dem Döblinger Friedhof

Während seiner letzten Lebensjahre lebte Sieghart hauptsächlich in Paris. In Wien war er in Lehmanns Adressbuch bis 1933 als Univ. Priv. Doz. mit der vornehmen Adresse 4., Prinz-Eugen-Straße 36, eingetragen, wenige Häuser von den Wiener Palais der Rothschilds (Palais Albert Rothschild, Palais Rothschild (Prinz-Eugen-Straße)) entfernt; hier hatte er schon zuvor als Präsident der Bodencreditanstalt gewohnt. Dem Biographischen Lexikon zufolge prüfte die Bundesregierung Dollfuß 1933, ob sie Sieghart wegen seiner dortigen Geschäftsgebarung zur Schadenswiedergutmachung heranziehen könnte.
Er wurde auf dem Döblinger Friedhof in Wien bestattet. Im drei Jahre nach seinem Tod, 1937, angelegten Familiengrab wurden auch seine 1911 als 39-Jährige verstorbene Ehefrau Mathilde und seine 1973 als 77-Jährige verstorbene Tochter Marguerite beigesetzt.

## Sonstiges
Heimito von Doderer gestaltete in seinem seit 1929 entstandenen und 1956 erschienenen Roman Die Dämonen die Figur des Kammerrats Levielle angeblich nach dem Vorbild Siegharts. Von Karl Kraus wurde er als Gouverneur Sieghart von der Bodenkreditanstalt im Drama Die letzten Tage der Menschheit ebenfalls literarisch verewigt.

## Werke
- Geschichte und Statistik des Zalenlottos in Oesterreich. Aufgrund archivalischer Quellen. J. C. B. Mohr, Freiburg 1898; Nabu Press, 2010, ISBN 978-1-141-39227-8.
- Die öffentlichen Glückspiele. Manz, Wien 1899.
- Zolltrennung und Zolleinheit; die Geschichte der österreichisch-ungarischen Zwischenzoll-Linie. Nach den Akten dargestellt. Manz, Wien 1915; LeMet Print, 2012, ISBN 978-5-87360-461-6.
- Die letzten Jahrzehnte einer Großmacht. Menschen, Völker, Probleme des Habsburger-Reichs. Ullstein, Berlin 1932.